# Gorkoslad
Gorkoslad (paskvica, gorka pomoćnica; lat. Solanum dulcamara, od lat. dulcis = sladak i lat. amarus = grk, gorak), otrovna biljka trajnica iz porodice pomoćnica čija su domovina Europa i Azija, a ima je i po sjevernoj Africi (Maroko, Alžir, Tunis), dok je u Sjevernu Ameriku naknadno stigla. Gorkoslad raste na sjenovitim i vlažnim mjestima, u šumama, grmlju i živicama, te uz rijeke, potoke i kanale. 

## Opis
Gorkoslad je penjačica koja može narasti od 30 cm do dva metra, često povijenom ili poleglom stabljikom, pri dnu odrvenjelom i s puzavim podankom. Listovi su jajoliki, šiljasta do ušiljena vrha, pri dnu srcoliki ili razdijeljeni u 1 ili 2 isperka. Cvjetovi su dvospolni, ljubičasti, s 5 žutih prašnika. Plod je ovalna otrovna boba crvene boje, mekana i sočna. Okus bobe je na početku gorak a kasnije slatkast, po čemu je biljka i dobila ime u hrvatskom jeziku, pa i cijeli red biljaka kojemu pripadaju i pomoćnice.

## Uporaba u narodnoj medicini
Prema opatijskom travaru Ivanu Lesingeru, preminulom 2016 godine, korijen paskvice se u novije vrijeme rabi za liječenje karcinoma i jakih nadimanja trbuha.
U narodnoj medicini, za terapeutske svrhe, mladi izbojci s lišćem koriste se za bolesti kože, osobito za ekcem i upalu sa svrbežom, za bronhijalnu astmu, prehladu, upalu mokraćnog mjehura, proljev, neredovitu menstruaciju, za zacjeljivanje rana i kao antihelminitik.  Plodovi - za spolno prenosive bolesti, epilepsiju, napadaje migrene .

## Otrovnost
Cijela biljka je izuzetno otrovna, a plodovi nezreli. Uz solanin sastojci su joj i dulkamarin, solamin, solacein, tomatin, atropin ili diosgenin, tigogenin i jamogenin. Biljka se širi uz pomoć ptica koje jedu njene otrovne plodove i tako raznose sjemenke.

## Vanjske poveznice
- Cvijet, Fairlands Valley Park, Stevenage, Engleska
- Plod
- List i plod